# Juraj Haulik
Jurij Haulik, tudi: Juraj Haulík Váralyai, Juraj Haulik de Váralya, Đuro Haulik Varaljski, Gjuro Haulik Varaljski, Juraj Haulik Varaljski, Juraj Haulik Varalijski, nemško: Georg Haulik von Várallya, madžarsko: Várallyai Haulik György, slovaški rimskokatoliški duhovnik, škof in kardinal, * 20. april 1787, Trnava, † 11. maj 1869, Zagreb.

## Življenjepis

### Mladost in cerkvene službe
Jurij Haulik je bil rojen oziroma krščen 20. aprila 1788 v Trnavi v kraljevini Ogrski na današnjem Slovaškem . Oče Jurij je bil upravnik na imetju ostrogonske nadškofije, kjer je kot vajenec tudi on delal; materi pa je bilo ime Klara rojena Rapkay. Osnovno šolo je obiskoval v Ostrogonu in Trnavi, kjer so ga sprejeli v semenišče 1805, ko je dosegel predpisano starost. Študije je nadaljeval kot gojenec Pazmaneuma na Dunajski univerzi. 3. decembra 1810 je prejel diakonsko posvečenje, a 18. aprila 1811 ga je posvetil za duhovnika nitrski škof Jožef Kluch (1808-1826).  Najprej je bil pet let kaplan v Komárnem. Deloval je tudi kot arhivar, zapisnikar in tajnikov namestnik v namestništvu Ostogonske nadškofije v Budimu 1814-1820. 1819 je dosegel v Pešti doktorat iz bogoslovja. Nadškof Aleksander Rudnay ga je sprejel za zapisnikarja na Nadškofiji ter svojega tajnika. S 37 leti je postal kanonik ostrogonskega kapitlja. Bil je izredno nadarjen – govoril je sedem jezikov. 

### Škof in kardinal
1830. je postal prištinski naslovni škof, dvorni svetnik Ogrskega namestniškega sveta v Pešti in svetnik Ogrske dvorne pisarne na Dunaju, a 1832 veliki prošt zagrebaškega kapitlje z bivališčem na Dunaju. 11. maja 1837 ga je cesar Ferdinand imenoval, 2. oktobra 1837 pa papež Gregor potrdil za zagrebškega škofa; škofovsko posvečenje je prejel na Dunaju 10. decembra 1837, ko je bil glavni posvečevalec Lodovico Altieri, naslovni efeški nadškof in avstrijski nuncij; v Zagrebu je bil umeščen 6. januarja 1838, ko je postal tudi cesarski svetovalec. 
Zanimivo je, da je bil po narodnosti Slovak; čeprav je bil torej tujec, je gojil prijateljska čustva do hrvaškega ljudstva. Pri tem ne smemo zanemariti dejstva, da so bili Slovaki v tistem času v prav podobnem položaju kot Hrvatje znotraj Avstrijskega cesarstva. Haulik se je, na primer, upiral uvajanju madžarščine na Hrvaško, a podpiral vpeljavo hrvaščine na rovaš latinščine in nemščine. Pri nastopu službe zagrebškega škofa 6. januarja 1838 je v zagrebški stolnici slovesno izjavil duhovnikom in vernikom: 
 »Prosim vas in rotim, da me imate za svojega in za tistega, ki vašo domovino smatra za svojo domovino.«
Za sebe in svoje brate je 1843 pridobil plemstvo z naslovom »de Várallya«, »Varaljski«.
Že od 1839. pa vse do 1847. je na ogrskih in hrvaških zasedanjih zahteval, naj postane zagrebška škofija nadškofija; tako bi vse škofije v Banski Hrvaški bile združene v eno cerkveno pokrajino, metropolijo. 25. marca 1848. Se je »narodna skupščina« v Zahtevah ljudstva (Zahtijevanja naroda) v 30 točkah vtikala tudi v čisto cerkvene zadeve in zahtevala, da morajo najviše cerkvene službe opravljati le domačini in da naj se ukine duhovniški celibat. V Saboru so ga liberalci obtoževali za »jezuitizem«, ker je razpustil semenišče zaradi nediscipline študentov. 1849. je osnoval Zagrebački katolički list z nalogo, da se zoperstavi liberalni duhovščini in postane sredstvo katoliške obnove.

Hrvaški sabor je na njegovo pobudo že 1845 sprejel zahtevo, da dobi Hrvaška samostojno cerkveno ureditev. Pobudo je podprl končno novi ban Josip Jelačić; tako je s privolitvijo cesarja Franca Jožefa je Pij IX. s papeško bulo »Ubi primum placuit« povzdignil zagrebško škofijo v nadškofijo. 

S to listino z dne 11. decembra 1852, ko je papež torej povzdignil zagrebško škofijo v nadškofijo ter je on postal prvi nadškof in metropolit zagrebške cerkvene pokrajine, se je tako Hrvaška (v tedanjem obsegu) in Slavonija osamosvojila od ogrske, kaloške metropolije. 16. junija 1856 ga je papež imenoval za kardinala, 19. marca 1857 pa ga je umestil za kardinala-duhovnika pri Santi Quirico e Giultta.   

### Pomlad narodovin nova državna ureditev
Cesar Ferdinand je določil, da naj za svojega naslednika na banskem sedežu umesti bana Jelačića osebno on. Haulik je bil tedaj službeno odsoten iz Zagreba in se mu niti ni mudilo z vrnitvijo med razburjene Hrvate; Gaj mu je dal namreč »v imenu ljudstva« na Dunaj sporočiti, naj se kot tujec ne vrača več v Zagreb. Sabor je nasprotno cesarjevi določbi povabil na umestitev samorazglašenega novega srbskega patriarha Rajačića, ki je vabilo rad sprejel. V zvezi s tem je pisal Haulik 6. junija 1848 prijatelju Vinku Tekelfluszu, da ne ostaja na Dunaju toliko zaradi slabega zdravja, kakor zaradi nevarnosti, da bi še prispeval k nemirom. Večina prebivalstva sicer ni bila po njegovem mnenju tako sovražno razpoložena kot Gaj in liberalni krogi, ampak bi se položaj lahko za hip obrnil, če bi v čemerkoli nasprotoval Jelačiću, ki je užival neomejeno zaupanje ljudstva. Poleg tega so dali prvo mesto do bana na Saboru karlovškemu pravoslavnemu metropolitu, kar je bila vsekakor huda žalitev za zagrebškega škofa in katoliško duhovščino. Poleg tega pa se je spretno skliceval tudi na svoje slabo znanje hrvaščine in je bil pripravljen dati odpoved na položaj; kljub prekucuškemu vrenju pa se je pozneje le premislil in se vrnil na svoj škofijski sedež. 

Zanimivo, da se iz tehtnih razlogov - ker je v Habsburžanih videl najboljše jamstvo za ohranitev zahodne civilizacije - ni ogreval niti za panslavizem niti za jugoslovanstvo. Glede tega je prišel navzkriž ne le z Gajem in Jelačićem, ampak tudi s Strossmayerjem. Z naslonitvijo na Dunaj je upal, da bo uspel združiti v cerkveno enoto ne le Bansko Hrvaško in Slavonijo, ampak tudi Vojno krajino in Dalmacijo. Takole - skoraj preroško - razlaga 1861 svoj pogled na prihodnjo državno ureditev, zaradi česar so ga imeli nekateri krogi za dunajskeg agenta in narodnega sovražnika: 
Obstajajo ljudje, ki si veliko obljubljajo od združenja jugoslovanskih narodov. Po mojem prepričanju je gotovo, da se tako pomeben preokret stvari ne bo mogel zgoditi brez prelivanje človeške krvi in drugih mnogoštevilnih nadlog, a tudi ne brez vpliva evropskih velesil, poimence francoske, ruske in angleške. Kdo bi končno mogel zatrditi, da bo našo domovino s tako veliko spremembo doletela večja svoboda, ali da bo srečnejša, kot je bila skozi toliko vekov svojega zedinjenja z avstrijskim cesarstvom? Jaz vsaj po duši ne bi hotel za to jamčiti.« 
Glede komunizma pa je menil, da ni sprejemljiv zlasti zato, ker zanika osebno lastnino: 
Človeški razum kliče z zvonkim glasom, da je pravica do lastnine življenjska pravica človeške družbe. Če bi jo ukinili ali z goljufivim rovarjenjem odvzeli, glejte z enim mahom spodsekano vso gospodarsko in umetniško dejavnost; zavrto je vse tekmovanje k izpopolnitvi telesnih in duševnih sil, izgine najmočnejše gibalo človeškega delovanja. Komunizem, ki ni drugo kot zanikanje te pravice do lastnine, bi zavil vrat ne le političnemu, ampak tudi družbenemu človeškemu življenju; bil bi prav poguba naroda.« 

### Delovanje
Svoje duhovnike je že 1839 spodbujal, naj odpirajo šole, nadzirajo njihovo delo in v njih poučujejo verouk. 

Za časa njegovega škofovanja so zgradile z njegovo podporo v Zagrebu samostan redovne sestre, ki so dobile ime zagrebške usmiljenke. Kot prijatelj jezuitov jih je vabil v Zagreb, da bi vodili ljudske misijone; zaupal jim je nadškofijsko ubožnico v Požegi ter utemeljil podporno nadarbino za odpiranje njihove hiše v Zagrebu. Skrbel je tudi za društva, ki so skrbela za vzgojo mladine - zlasti vajencev - in otrok. Spodbudil je ustanovitev gospodarskih, obrtniških društev in družbe človečnosti; postal je pokrovitelj Glasbenega društva (danes Hrvatski glazbeni zavod).  1868 je osnoval »Književno društvo Sv. Jeronima«, ki deluje še danes. 

Dejavno je sodeloval tudi v politiki: dvakrat je bil banski namestnik, član Sabora in Samostalne stranke, kjer je skoraj osamljen zagovarjal povezavo z Dunajem namesto z Budimpešto ali Beogradom. 

Haulik je dal urediti park Maksimir, ki je po njem dobil ime »Jurjaves«. Nabavil je velike Walckerjeve orgle v Ludwigsburgu za stolnico ter dal postaviti nov oltar. Prijel je celo vrsto častnih naslovov in odličij.  
 

## Smrt in spomin

### Smrt in grobnica
Kardinal Jurij Haulik je umrl v Zagrebu dne 11. maja 1869, takrat Avstro-Ogrska, danes Hrvaška; star je bil 82 let, 58 let duhovnik in 32 let škof. Pokopan je v Zagrebški stolnici in sicer v sevrni ladji zagrebške katedrale, poleg oltarja sv. Ladislava. 

### Spomin
Poprsje v zagrebški stolnici je izoblikoval 1887 kipar Ivan Rendić (1849-1932), njegove portrete pa naslikal podobar Ivan Zasche (1825-1863).

Po kardinalu Hauliku se imenuje v Zagrebu »Haulikova ulica«. Državljanska pobuda pa je začela gibanje, da bi trgu pred gledališčem, ki ga imajo za enega najlepših zagrebških trgov, spremenil ime iz »Trg maršala Tita« v »Trg kardinala Haulika«. 

V okviru obeleževanja 130-letnice smrti prvega zagrebškega nadškofa pa so se odvijale velike slovenosti v petek 12. junija 1999 na trgu sv. Mikulaša v Trnavi na Slovaškem pred obnovljeno spominsko ploščo na njegovi rojstni hiši, kjer je vse goste slovesnosti pozdravil trnavski župna Štefan Bošnjak. Ploščo je postavilo Hrvaško književno društvo sv. Hieronima iz Zagreba 1929. Popoldne so na dvorišču Društva sv. Vojteha v Trnavi odkrili doprsni kip kardinalu Juriju Hauliku, delo hrvaškega kiparja Starčevića, kar je udejanjil ravnatelj Hrvaškega književnega društva sv. Hieronima iz Zagreba profesor Radovan Grgec. Med gosti sta bila tudi zagrebški nadškof Josip Bozanić ter bratislavsko-trnavski nadškof Jan Sokol. 

28. januarja 1999 pa je slovaška pošta izdala spominsko znamko v čast kardinalu Hauliku za 4 krone v nakladi 1140000 kosov. Na njej je prikazan v kardinalski obleki. 

## Ocena
Njegovo politično delovanje so vodili verski nagibi. Želel je izpeljati sredi revolucionarnega vrenja katoliško obnovo v duhu dunajskega apostola Klemena Dvoržaka. Redkokdo ga je res razumel in so ga ocenjevali zelo različno:

Položaj zagrebškega škofa je bil povezan tudi s politično vlogo, zlasti ko je 1845 postal banov namestnik. Že tedaj se je jasno nagibal k ilirski stranki, pozneje pa sta Jelačić in dvor v času Pomladi narodov našla v njem pripravno sredstvo. Tedaj se je zgodilo, da mu je vstajniška madžarska vlada zasegla njegova banatska posestva. Na zasedanju sabora 1861 je svetoval, naj Hrvatje pošljejo poslance v dunajski parlament (Reichsrath). Njegov spomin ohranjajo v Zagrebu številne cerkvene in dobrodelne ustanove. 
O njem moremo skratka reči, da je deloval na duhovnem, političnem, kulturnem, prosvetnem, gospodarskem in karitativnem področju z nespornimi zaslugami. Bil je vrh vsega navdušen narodnjak in mu pripisujejo izrek: 
 »Rojen sem kakor Slovak, a umrl bom kot Hrvat.« 

## Dela
- Assertiones ex universa theologia... in regia scient. univers. Pestiensi... Pestini, 1819.
- Dictio... quum magistratus academicus neonominatum suum praesidem (Ant. Cziraky) nomine ejusdem regii instituti die 27. Jan. 1829, salutasset, habita. Budae, 1829. (Sermones 3-10. l.)
- Sermo Pastoralis quem... cum anno 1838. Dominica prima post Epiph. in diem 7. Jan. incidente regimen dioeceseos capesseret, ad clerum populumque dixit Vindobonae, 1838.
- Allocutiones... quarum altera aperuit, altera clausit generalem regnorum Dalmatiae, Croatiae et Slavoniae congregationem, 10. et subsequis mensis Aug. an. 1840. diebus celebratam, e desiderio ss. et oo. publici juris factae. Zagrabiae.
- Dictio... cum excell. ac ill. dnum, Franciscum comitem Haller... in regnorum Dalmatiae, Croatiae et Slavoniae banum, die 18. Oct. 1842. e benigna delegatione regia solenniter installaret, habita. Zagrabiae.
- Allocutio... ad alumnos seminarii sui dioecesani habita cum exordio Anni scholastici 1844-45. Zagrabiae.
- Selectiores Encyclicae literae et dictiones sacrae... Tomus I. Continens Encyclicas literas cum dupplici appendice, quarum altera nonnullas ad clerum juniorom, altera ad sorores misericordiae instituti Zagrabiensis habitas Allocutiones exhibet. Viennae, 1850.
- Literae Pastorales... de statu ecclesiae, et fontibus corruptelae moralis ad clerum dioecesanum dimissae die 20. Febr. 1859. Zagrabiae.
- Literae Pastorales... completo vigesimo quinto episcopatus anno, ad clerum archi-Dioeceseos dímissae die 6. Jan. 1863. Zagrabiae.
- Literae Pastorales... intuitu auctoritateum: patriae, sacerdotalis, regiae et summi pontificatus, ad clerum dioecesanum dimissae die 17. Febr. 1867.
- Literae Pastorale ... intuitu praesentis systematis politici, et agitationis panslavisticae, ad clerum suum archidioecesanum dimissae die 20. Sept. 1867. Zagrabiae.
- Encyclicae Litterae et Sermortes selectiores. VII Tomi. Viennae, subin Zagrabiae 1850-1868.
- Epistola Pastoralis... super educatione et institutione juventutis. Zagrabiae, 1869.